# Traismauer (Herrschaft)
Die Herrschaft Traismauer war eine Grundherrschaft im Viertel ober dem Wienerwald im Erzherzogtum Österreich unter der Enns, dem heutigen Niederösterreich.

## Ausdehnung
Die Herrschaft mit Rittersfeld und der Amtierung über die damit vereinigte Herrschaft Nusdorf an der Traisen umfasste zuletzt die Ortsobrigkeit über Traismauer, Venusberg, Waldlesberg, Oberndorf, Mitterndorf, Rittersfeld, Stollhofen, Hilpersdorf und Fraundorf, Nusdorf, Franzhausen, Reichersdorf, Dürnrohr und Schlickendorf. Der Sitz der Verwaltung befand sich im Schloss Traismauer.

## Geschichte
Der letzte Inhaber der Allodialherrschaft war Jakob Rudolf Freiherr von Geymüller (1813–1896), der als Folge der Reformen 1848/1849 die Herrschaft auflöste.